# Île Saint-Jean (Terrebonne)
Île Saint-Jean är en ö i Kanada.   Den ligger i floden Rivière des Mille Îles vid staden Terrebonne i provinsen Québec, i den sydöstra delen av landet, 160 km öster om huvudstaden Ottawa.
Trakten runt Île Saint-Jean består till största delen av jordbruksmark. Runt Île Saint-Jean är det mycket tätbefolkat, med 4 039 invånare per kvadratkilometer.